# Kaxinawá
I Kaxinawá  sono un gruppo etnico del Brasile e del Perù.

## Lingua
Parlano la lingua Kaxinawá che appartiene alla famiglia linguistica Pano. Si auto-identificano con il termine Huni Kui ("uomini veri"); la parola Kashinawa, che dà il nome al gruppo, significa letteralmente "popolo del pipistrello" e non è accettata dagli stessi Kaxinawá.

## Insediamenti
Vivono al confine tra lo stato brasiliano dell'Acre e il Perù. In Brasile sono stanziati in alcuni villaggi lungo i fiumi Tarauacá, Jordão, Breu, Muru, Envira, Humaitá e Purus. In Perù si trovano sui fiumi Purus e Curanja.